# Oesling

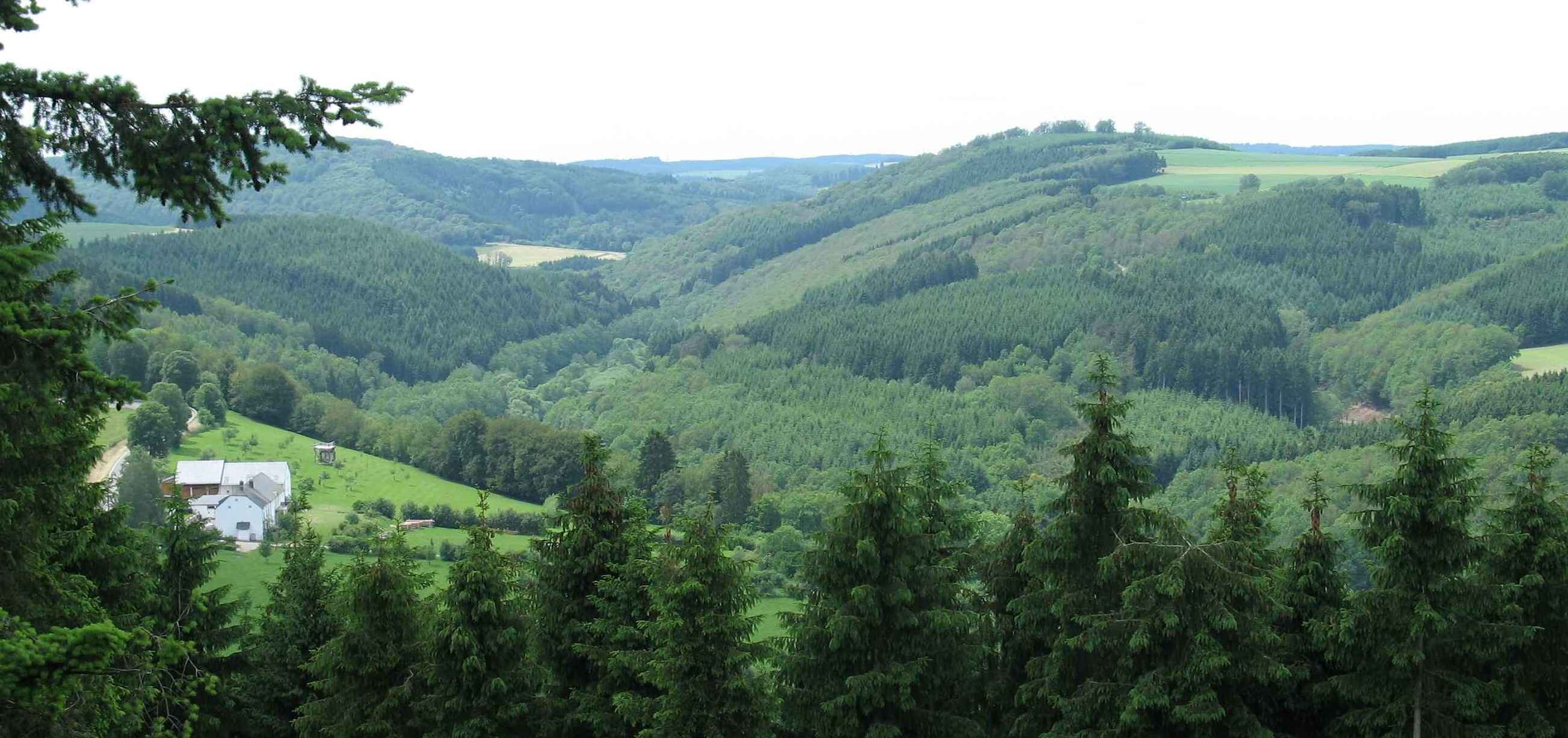
Paisatge de l'Ösling

Oesling o Ösling (en luxemburguès:  Éislek) és una regió que abasta la part nord del Gran Ducat de Luxemburg i l'Eifelkreis Bitburg-Prüm, dins l'àrea de la gran Regió de les Ardenes, que també cobreix part de Bèlgica i França. Oesling cobreix el 32% del territori de Luxemburg, mentre que el 68% restant l'ocupa la regió de Gutland.
La regió es caracteritza per un ampli paisatge de pujols i grans boscos caducifolis. Gairebé tots els pujols més alts de Luxemburg es troben aquí, sent més abundant en el nord i en el nord-oest. Els pujols es tallen per les valls dels rius escènics com el Clerve i el Wiltz.
La regió està escassament poblada, amb poques grans ciutats; Clervaux, Vianden i Wiltz són les més grans a la part luxemburguesa, de les quals només Wiltz té una població de més de 4.816 habitants. En el seu lloc, la zona és coneguda per les seves nombroses aldees al costat de turons pintorescos, que es nodreixen de la temporada turística de visitants.
A les eleccions legislatives de 2004, el Partit Lliure de Luxemburg, un petit partit regionalista d'Ösling liderat per una celebritat de la zona com era Jean Ersfeld, es va presentar però no va treure representació. El partit tingué dificultats per mantenir l'organització després de les eleccions.